# Antagonisti e inibitori della ricaptazione della serotonina
Gli antagonisti e inibitori della ricaptazione della serotonina, noti anche con l'acronimo SARI (dall'inglese serotonin antagonist and reuptake inhibitors), sono farmaci antidepressivi in cui la capacità di antagonizzare i recettori della serotonina (5-HT2a) è maggiore di quella di inibire il trasportatore. Si comportano quindi come antagonisti recettoriali e vengono utilizzati per aumentare l'effetto terapeutico dei classici SSRI. Possiedono inoltre un leggero effetto sedativo e a basse dosi vengono quindi usati come coadiuvanti del sonno.

## Elenco di SARI
- Trazodone (Trittico)
- Nefazodone (Serzone)
- Vilazodone (Viibryd)
- Vortioxetina (Brintellix)